# First Ladies of Disco
First Ladies of Disco is een Amerikaanse supergroep, oorspronkelijk bestaande uit de discozangeressen Martha Wash (ex-Weather Girls), Linda Clifford en Evelyn 'Champagne' King. De groep werd in 2015 opgericht door James Washington, de manager van Wash. De naam is ontleend aan het boek Ladies of Disco: 32 Stars Discuss the Era and Their Singing Careers van James Arena uit 2013 waarvoor ook de drie zangeressen werden geïnterviewd. In maart 2015 brachten de First Ladies of Disco hun debuutsingle Show Some Love uit op Purple Rose, het platenlabel van Wash. De remix-uitvoering haalde de zesde plaats in de Amerikaanse dance-charts.
In 2017 ging de eerste tournee van start onder de titel First Ladies of Disco Show. In december van dat jaar verliet King de groep; vanaf februari 2018 werd ze vervangen door ex-Chic-zangeres Norma Jean Wright. In 2019 verscheen de tweede single Don't Stop Me Now.

## Discografie

### Singles
| Titel               | Jaar | Hoogste positie | Hoogste positie | Album            |
| Titel               | Jaar | US Dance        | US Electronic   | Album            |
| ------------------- | ---- | --------------- | --------------- | ---------------- |
| "Show Some Love"    | 2015 | 6               | 45              | Non-album-single |
| "Don't Stop Me Now" | 2019 | 9               | 42              | Non-album-single |